# Александрија (Вирџинија)
Александрија (енгл. Alexandria) град је у америчкој савезној држави Вирџинија. По попису становништва из 2020. у њему је живело 159.467 становника.

## Демографија
Према попису становништва из 2010. у граду је живело 139.966 становника, што је 11.683 (9,1%) становника више него 2000. године.
|                   | 2010.            | 2000.            |
| Укупно            | 139 966 (100,0%) | 128 283 (100,0%) |
| Белци             | 74 878 (53,50%)  | 68 889 (53,70%)  |
| Афроамериканци    | 30 491 (21,78%)  | 28 915 (22,54%)  |
| Хиспаноамериканци | 22 524 (16,09%)  | 18 882 (14,72%)  |
| Азијати           | 8 432 (6,024%)   | 7 249 (5,651%)   |
| Остали            | 3 641 (2,601%)   | 4 348 (3,389%)   |

## Партнерски градови
- Гјумри
- Данди
- Кан
- Хелсингборг